# Alsted Herred

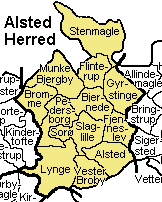
Alsted Herred

Alsted Herred was een herred in het voormalige Sorø Amt in Denemarken. Alsted wordt in Kong Valdemars Jordebog vermeld als Alexthatshæreth In 1970 werd het gebied deel van de nieuwe provincie Vestsjælland.

## Parochies
Naast de stad Sorø omvatte de herred 13 parochies. Sorø Landsogn werd in de loop der tijden samengevoegd met de parochie Sorø.
- Alsted
- Bjernede
- Bromme
- Fjenneslev
- Kirke Flinterup
- Gyrstinge
- Lynge
- Munke Bjergby
- Pedersborg
- Slaglille
- Sorø
- Stenmagle
- Vester Broby